# 大塚 (三木市)
大塚（おおつか）は、兵庫県三木市にある大字。旧美嚢郡三木町大字大塚町。郵便番号は673-0413。

## 地理

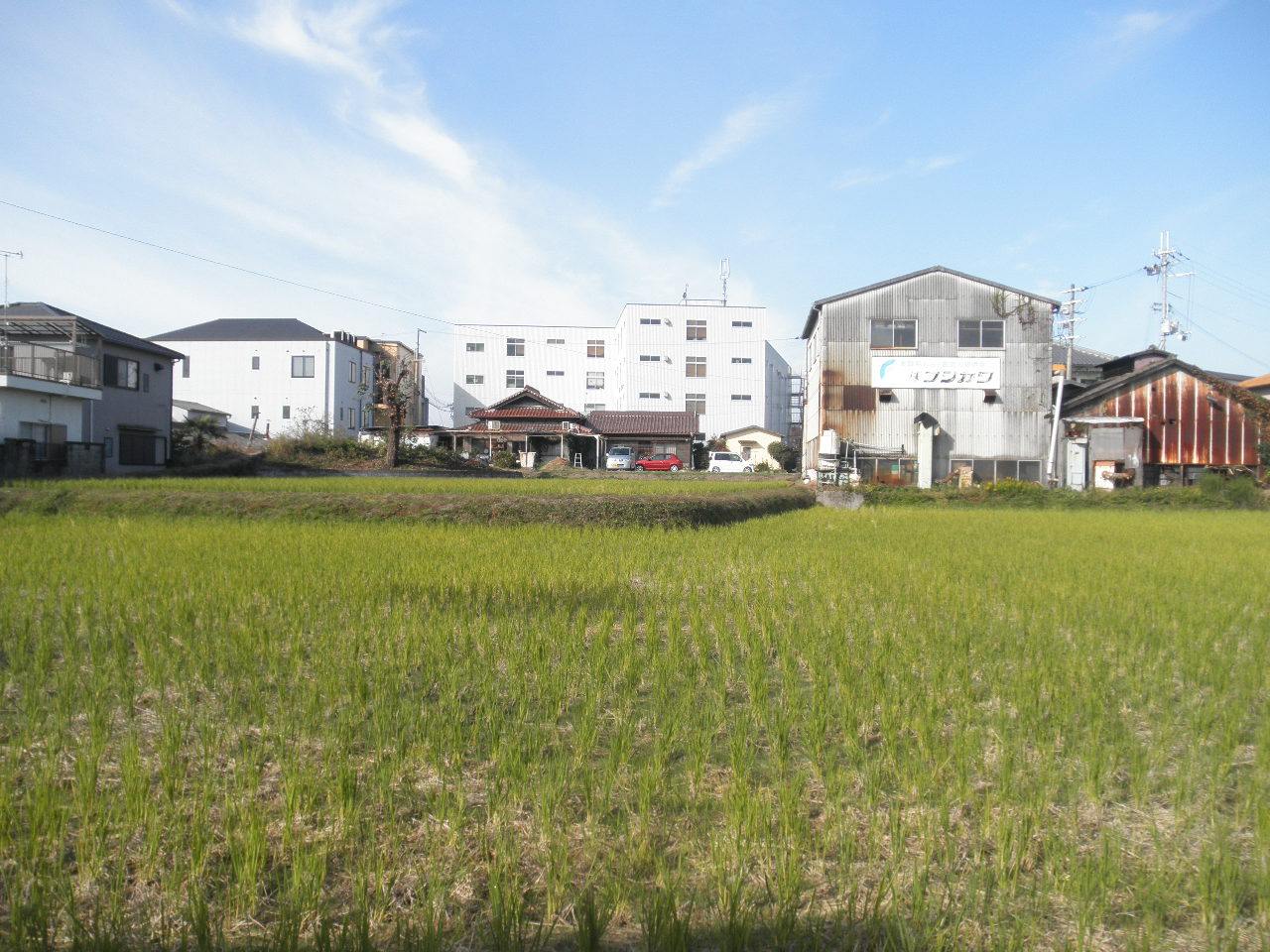
大塚にある農業地帯

- 三木地区の東側の丘陵部、美嚢川の北側に半円を描いて曲がる場所に位置している。中世は久留美庄に属していた。三木の城下町の東側の入り口であり、神戸電鉄粟生線恵比須駅駅前と豊臣秀吉が整備した湯の山街道の街道筋に古い住宅地が存在している地内である。現在は湯の山街道の古い住宅は減少しているが、街道の風景を維持する運動の結果、街道筋に古い住宅が残されており面影を残している。地内の一部は君が峰町に分割されており、一時期は「大塚町侍屋敷」と呼ばれていた。由来は多くの古墳があったことから名付けられたとされている。住居表示実施済みの大塚一丁目と二丁目・住居表示未実施の地域がある。東経135度線の子午線が通過している。[1][1][2][3][4][5][6]東側と南側は宿原、君が峰町・西側は上の丸町、本町、芝町・北側は岩宮と接する。

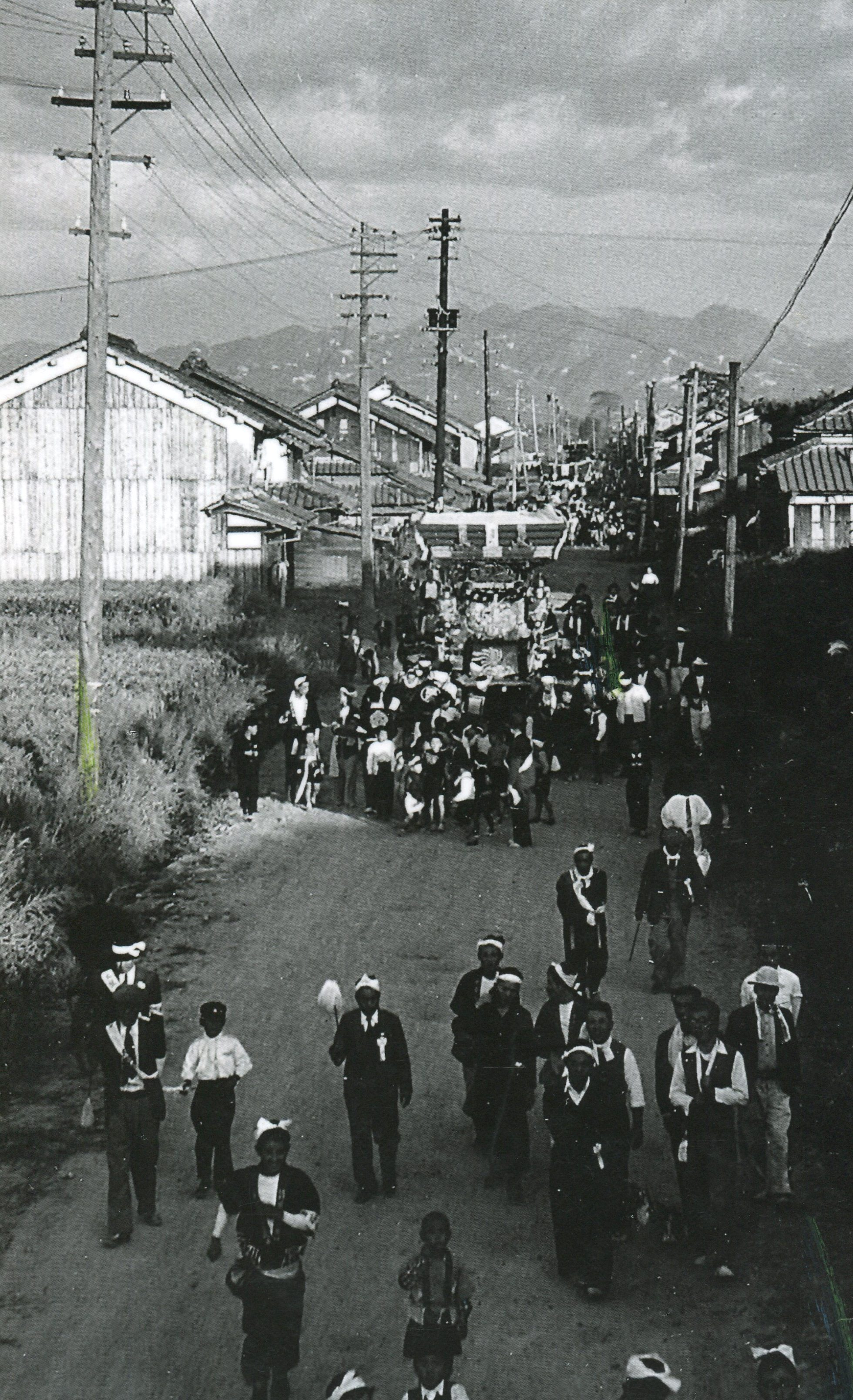
1955年の大塚
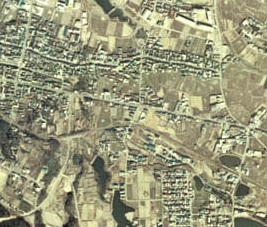
1974年度の大塚
国土交通省 国土地理院 地図・空中写真閲覧サービスの空中写真を基に作成
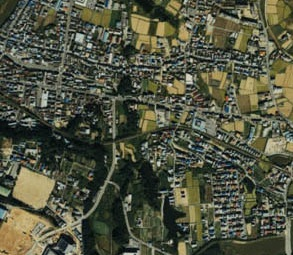
1985年度の大塚
国土交通省 国土地理院 地図・空中写真閲覧サービスの空中写真を基に作成

### 位置
- 三木地区の東側の丘陵部、美嚢川の北側に半円を描いて曲がる場所に位置している。近隣には美嚢川と志染川と合流している地帯である。古くから、湯の山街道の東側の三木城の城下町出入り口として機能しており、第二次世界大戦後の1970年代からは三木市東側の緑が丘町と自由が丘の新興住宅地、1980年代は南側の三木山周辺の開発が進められ、それ以降は新興住宅地と古くからある三木市中心部との接点に位置している。また、東経135度線の子午線が通過しており、それを記念して兵庫県道38号三木三田線の沿道に石柱が建立されている。[1][2][3][4][5][6]東側と南側は宿原、君が峰町・西側は上の丸町、本町、芝町・北側は岩宮と接する。

### 河川
- 志染川[4]
- 二位谷川[4]

### 池

#### 現存する池
- 山田池
- 地獄谷池
- 西沢池
- 二位谷池

- 中沢池
- 合の池
- 福田池[7]
- 井谷池
- ひょうたん池

#### 過去に存在した池
- 平山町池
- 宗賢池
- 中池

### 地内の由来
- 由来は多くの古墳があったことから名付けられたが、「大塚」の「大」は王の変化で王塚だと呼ばれる説があり、「塚」は古墳であるか貝塚であるか墓であるかといわれている説がある。諸説はあるが、結論的な証拠はなく、いつごろから呼ばれているのは分からない。[1][2][3][8]

### 住居表示実施
- 1965年に三木地区で道路等を境界して、住居表示が実施され、当地内の一部が当初大塚一丁目から三丁目になる予定であったが、大塚三丁目の予定であった君が峰地区が入植当時に移り住んだ住民の「馴染んできた君が峰に愛着がある」と出された要望により、大塚一丁目の一部を編入し、君が峰町に分割され、大塚三丁目は実現しなかった。この住居表示実施は大塚は一つの地内として既に形成されていたので不評であり、現在も町内会では大塚町で活動しているが、戸籍上では分けられている。[9][4]

### 小字
かつては20小字が存在していたが、現在は区画整理により、大塚一丁目と二丁目・住居表示未実施区域・君が峰町に分けられ、存在しない。但し、君が峰は第二次世界大戦後の兵庫県の開発により、入植当時に移り住んだ住民の「馴染んできた君が峰に愛着がある」と出された要望により、君が峰町として残されている。古くから居住している住民の間では会話の中など場所の表現として通常、用いられている

#### 小字名一覧
- 池ノ上
- 藪ヶ鼻
- 溝ノ上
- 北町裏
- 大塚北側

- 南町裏
- 出水
- 腰前
- 中筋
- 地獄谷

- 沢尻
- 西沢尻
- 君ヶ峰
- 池ノ尻
- 大日の西

- 中沢尻
- 向山
- 出張
- 下り松
- 高町

## 街並み

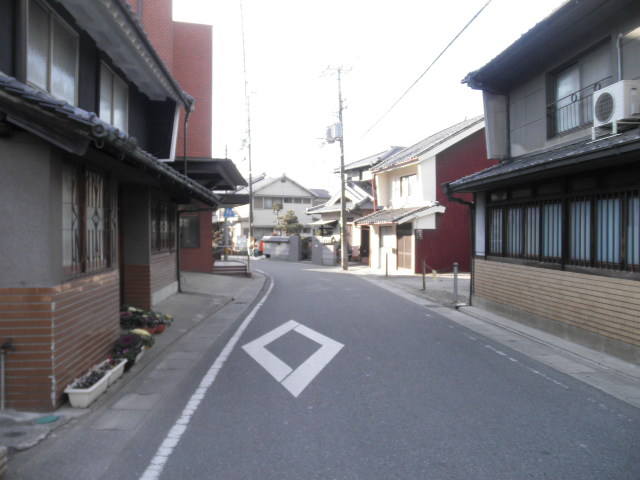
大塚1丁目で撮影

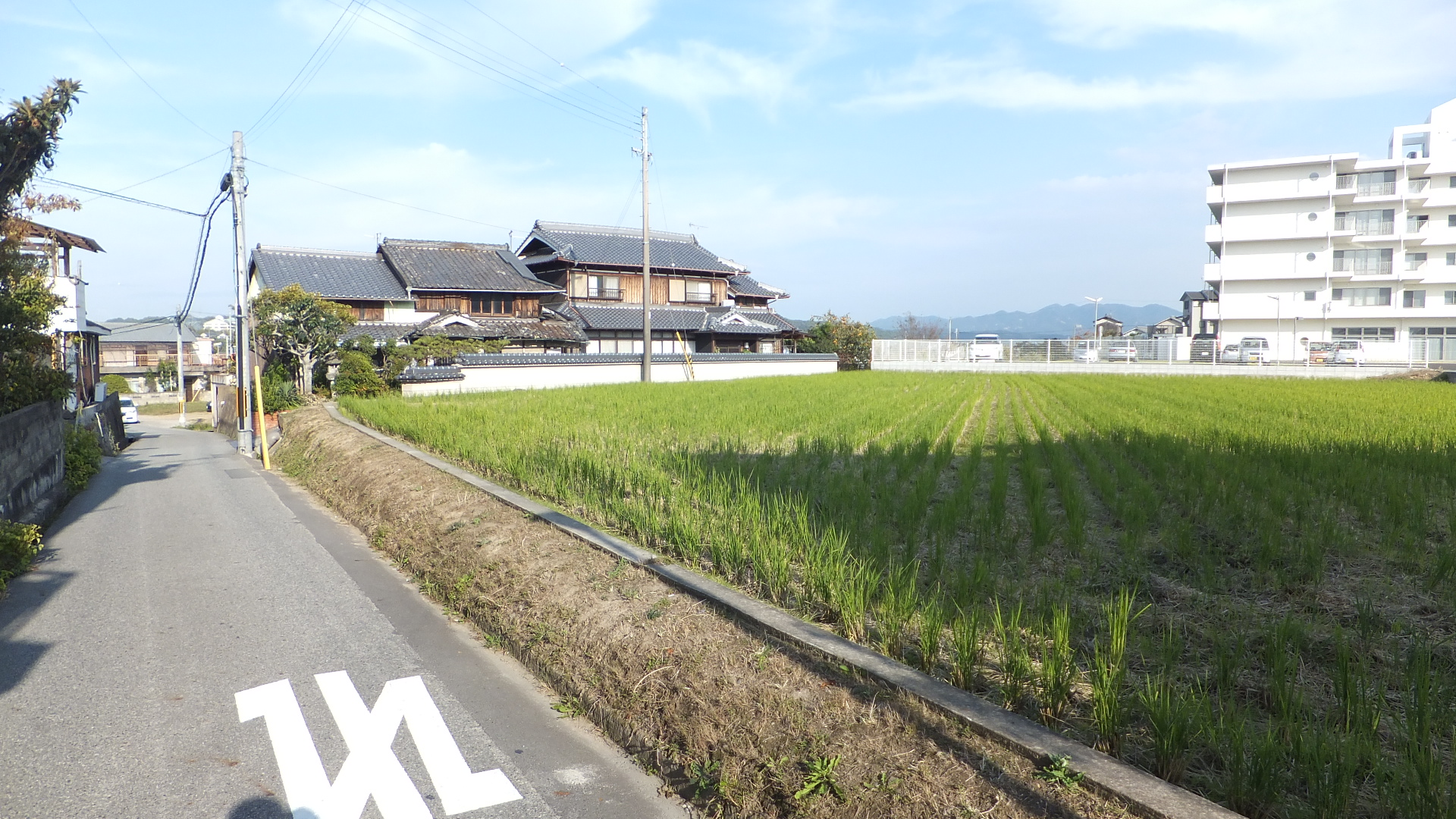
住居表示未実施区域で撮影

### 一丁目
- 地内の西側、美嚢川左岸の丘陵地に位置している。極楽寺が立地している。現在は東西に兵庫県道38号三木三田線と湯の山街道が縦断しており、その沿道に住宅地と農地が混在している。[4]

### 二丁目
- 地内の中側、美嚢川左岸の丘陵地に位置している。戎神社・三木市立三木小学校・神戸電鉄粟生線恵比須駅が立地しており、地内の教育施設と三木市中心部の東側の玄関口である。現在は東西に兵庫県道38号三木三田線と湯の山街道が縦断しており、その沿道に住宅地があり、その間に兵庫県営大塚団地と三木市営三木大塚団地が立地している。[4][1][11]

### 住居表示未実施区域
- 地内の東側、美嚢川中流左岸の平野部、志染川の南側に位置している。現在は南側は兵庫県道38号三木三田線・北側を旧・兵庫県道513号三木環状線が縦断している。住宅地と農業地帯が混在しており、その間に服部病院・水稲共同育苗施設がある。[4]

## 歴史

### 成立から町村制施行まで
中世は久留美庄に属していた。室町時代中期には成立していたと文書に記載されており、戦国時代には三木城の城下町として機能し、有馬温泉への通路であった。江戸時代には三木町の町方町の一町であり、上五ヶ町に属していた。
- 1489年（延徳9年） - 極楽寺が創立したと伝えられている。[3]
- 1579年（天正7年）10月7日 - 羽柴秀吉が三木城を攻撃するために「東側は大塚城近五十六町・西側は平田・南側は八幡山・北側は長屋」と命令してこの地内に築地を築いた。[3]
- 1866年 - 地方町の大塚町と合併し、三木大塚町となる。[12][3]

### 町村制施行以後
- 1889年（明治22年） - 町村制施行により、三木大塚町から美嚢郡三木町大字大塚町となる。[12]
- 1932年（昭和7年）7月2日 - 三木の大水害が発生し、地内にある福田池と二位谷池と井谷池が午前7時40分に決壊し、家屋倒壊と農地の浸水などの被害が出た。[13]
- 1933年（昭和8年）6月13日 - 三木の大水害で決壊した福田池と二位谷池の改修が終わり、完工式が行われる。この改修を記念して、福田池に石碑が立った。[14]
- 1954年（昭和29年）6月1日 - 三木町・別所村・細川村・口吉川村の1町3村が合併し、三木市を新設し、三木市大塚になる。[15]
- 1965年（昭和40年） - 地内の一部が君が峰町に分割される。

### 字域の変遷
| 実施前               | 実施年       | 実施後                                           |
| -------------------- | ------------ | ------------------------------------------------ |
| 美嚢郡三木町大字大塚 | 1954年6月1日 | 三木市大塚                                       |
| 三木市大塚（一部）   | 1965年       | 三木市大塚一丁目 三木市大塚二丁目 三木市君が峰町 |

## 伝説
- 億計と弘計二皇子が隠れ住んだとされている。[8]

## 産業
- 農地には適していなく、金物を製造している工業が盛んであるが、鑿の製造であるため、農業との半農半工である。[16]

### 農業
- 高台に位置しているので水の便が悪く農地には適していないが、ため池が建設されてからは農業地帯が形成された。[16]

#### 農家の習慣と行事
- 大塚の虫送り - 土用入り前夜に極楽寺周辺を周るが、現在は行っていない。[17]
- 大塚の雨乞い - 日照りが続く時の行う行事である。[17]

### 工業

#### 現在
- 金物 - 鑿の製造が殆どを占めており、ギムネも製造している。[18]

##### 鑿鍛冶の発祥地
- 三木市の特産物である金物の種類である鑿鍛冶の発祥地であり、宮脇喜八がこの地内で製造を開始していたことが1818年9月に三木の金物問屋が書き記した文書に残されている。そして、1830年に宮脇喜八と磯野松兵衛が製造所を開業した。[18][16]

#### 過去
- そろばん - 昭和時代初期まで製造されており、極楽寺の門の前にかつてあった川崎家の閉鎖を最後に製造していない。[19]

## 施設

### 現存する施設
- 三木市立三木小学校[4]
- 服部病院
- みきやまリハビリテーション病院
- 三木市総合保健福祉センター
- ギャラリー湯の山みち[1]
- 兵庫県営大塚団地[4]
- 三木市営三木大塚団地[11]
- 三木警察署大塚交番[4]
- 水稲共同育苗施設[4]
- 大日本標準子午線記念柱 - 兵庫県道38号三木三田線の道沿いに石柱が建立されている。[2][6]
- マックスバリュ恵比須店
- ダイレックス三木店

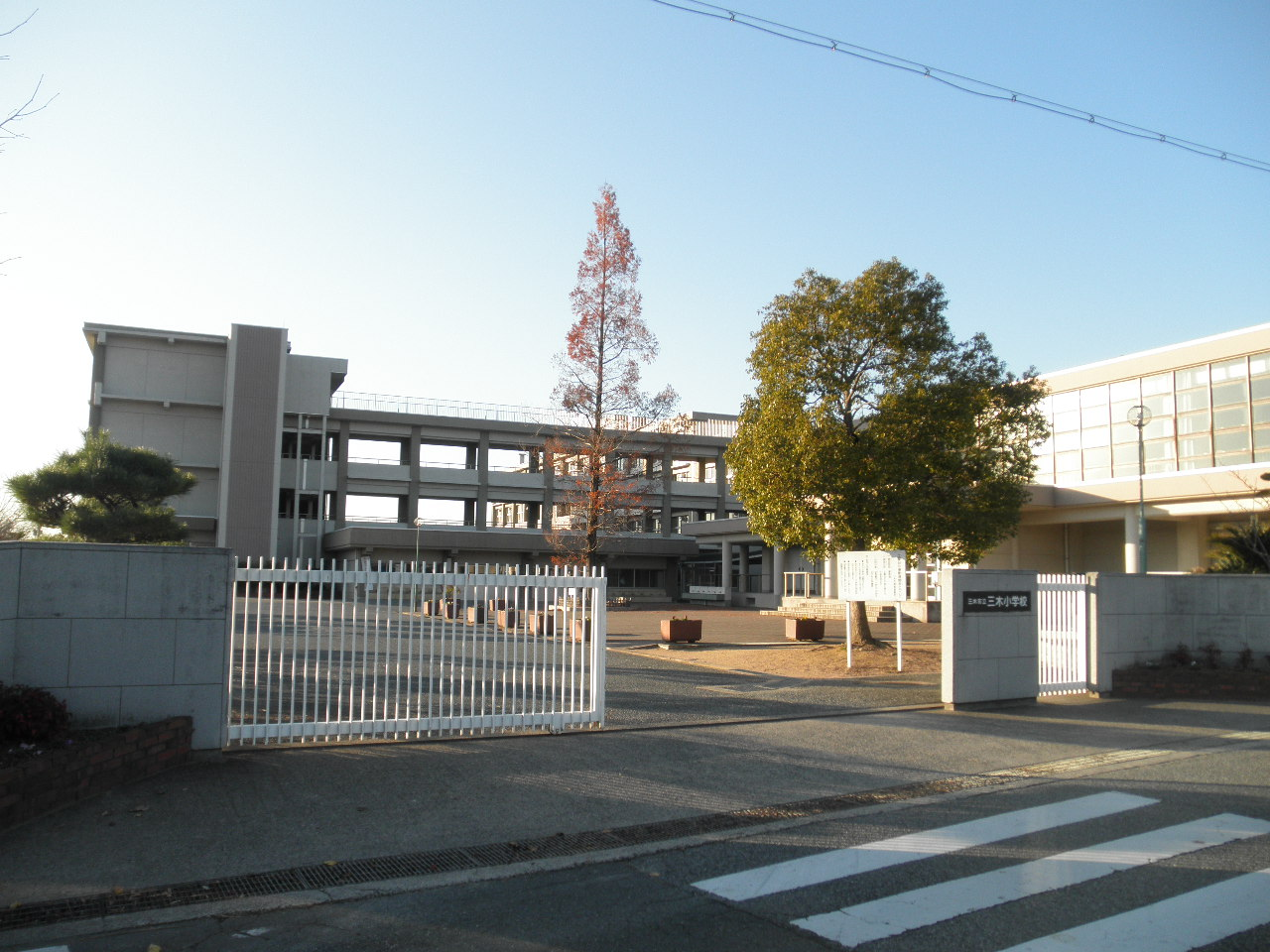
三木市立三木小学校
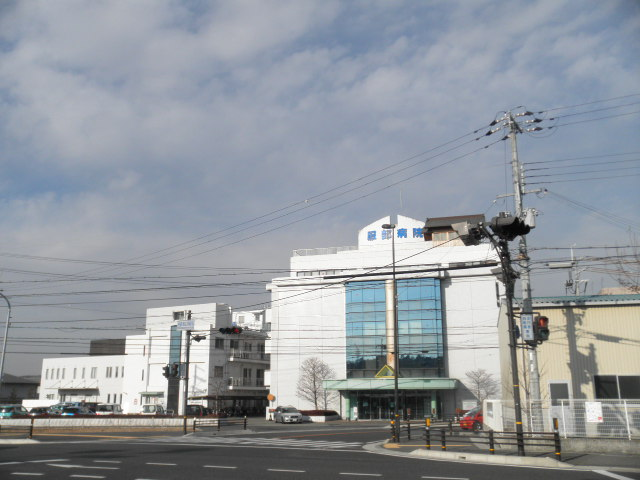
服部病院
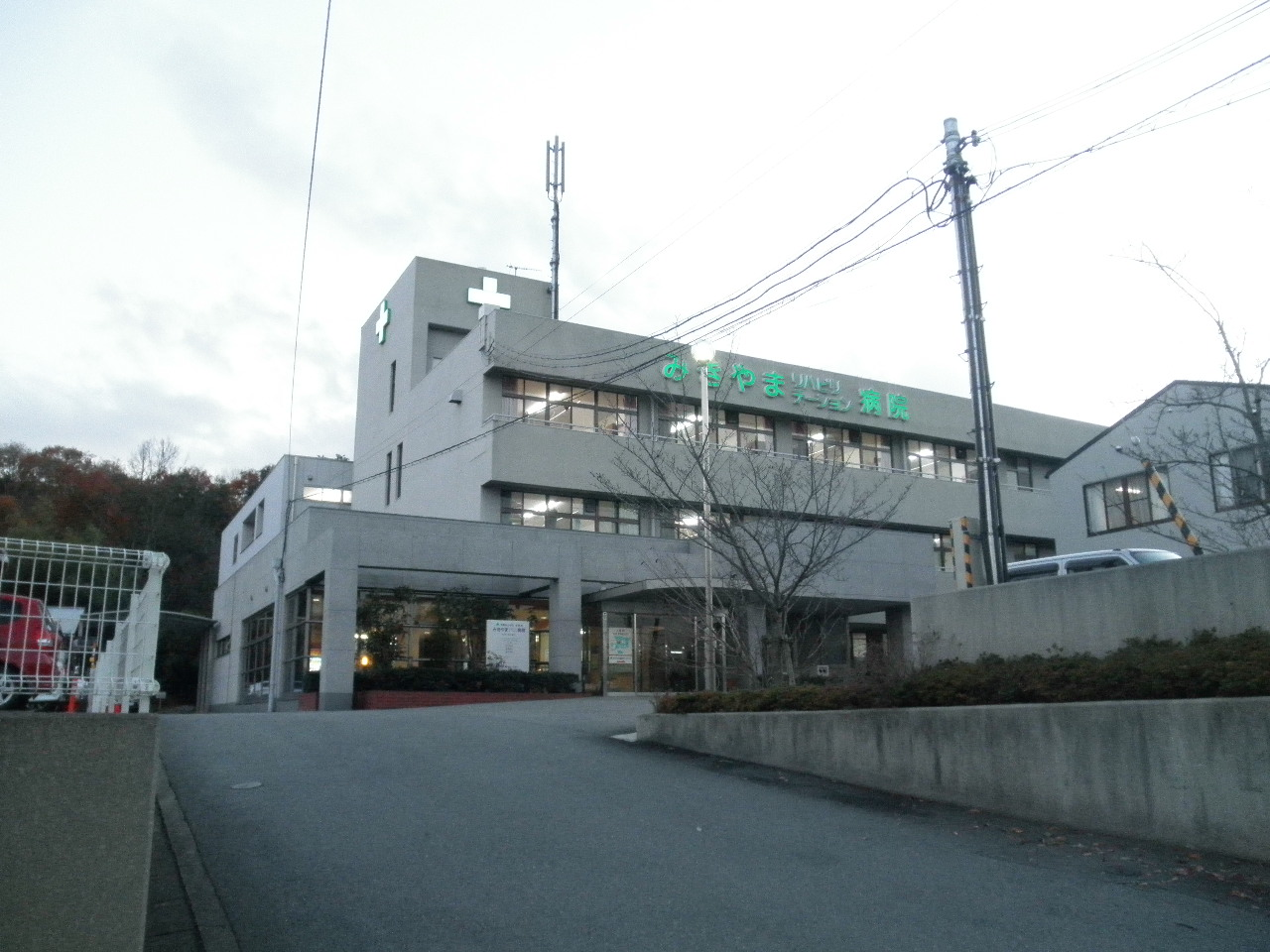
みきやまリハビリテーション病院
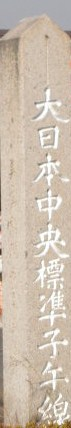
大日本標準子午線記念碑

#### 宗教施設
- 極楽寺[3]
- 戎神社[2][3]

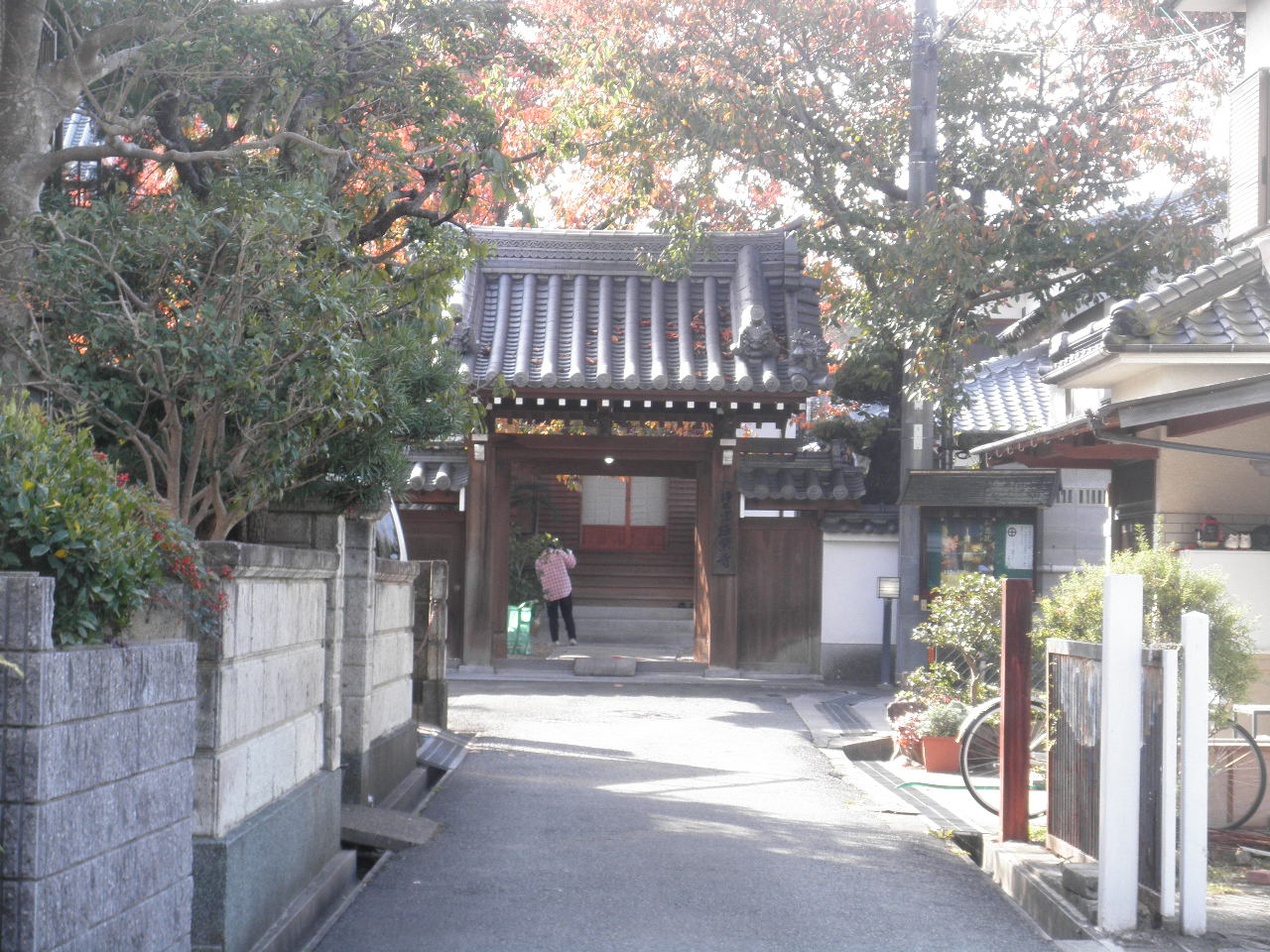
極楽寺
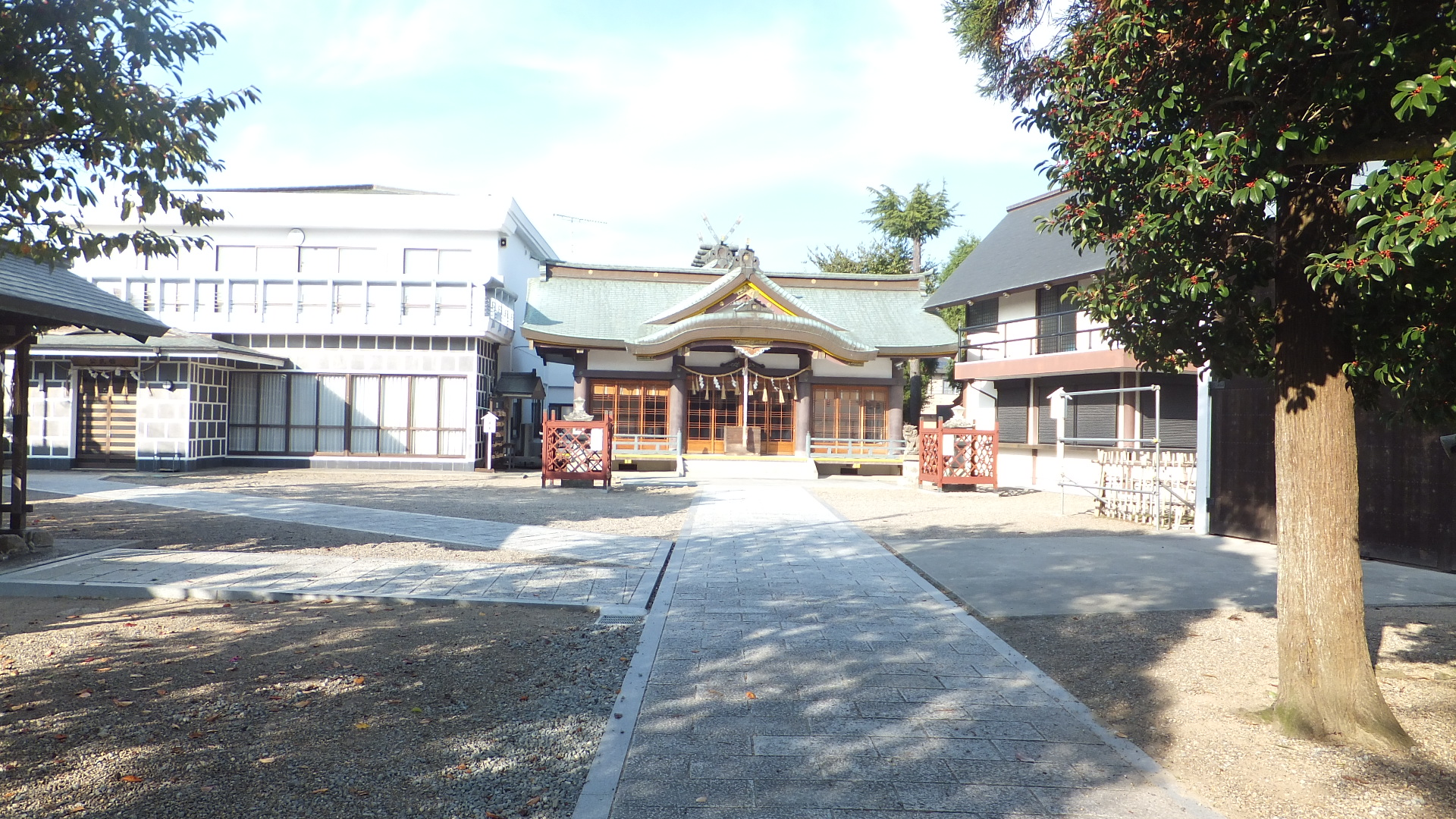
戎神社

### 過去に存在していた施設
- 美嚢合同銀行大塚支店 - 現在は民家となっている。[20]
- 兵庫県立工業技術センター機械金属工業技術支援センター - 1946年11月に福井から移転し、1970年4月21日に平田に移転するまで立地していた。現在は兵庫県営大塚住宅が立地している。[21]
- 三木重工業 - 現在は三木市立三木小学校が立地している。[22]
- 東洋電波工業　- 1945年8月15日の第二次世界大戦の終戦と同時に閉鎖した。跡地は兵庫県機械金属試験場になった。[22]

## 小・中学校の学区
| 大字 | 番地 | 小学校             | 中学校               |
| ---- | ---- | ------------------ | -------------------- |
| 大塚 | 全域 | 三木市立三木小学校 | 三木市立三木東中学校 |

## 交通

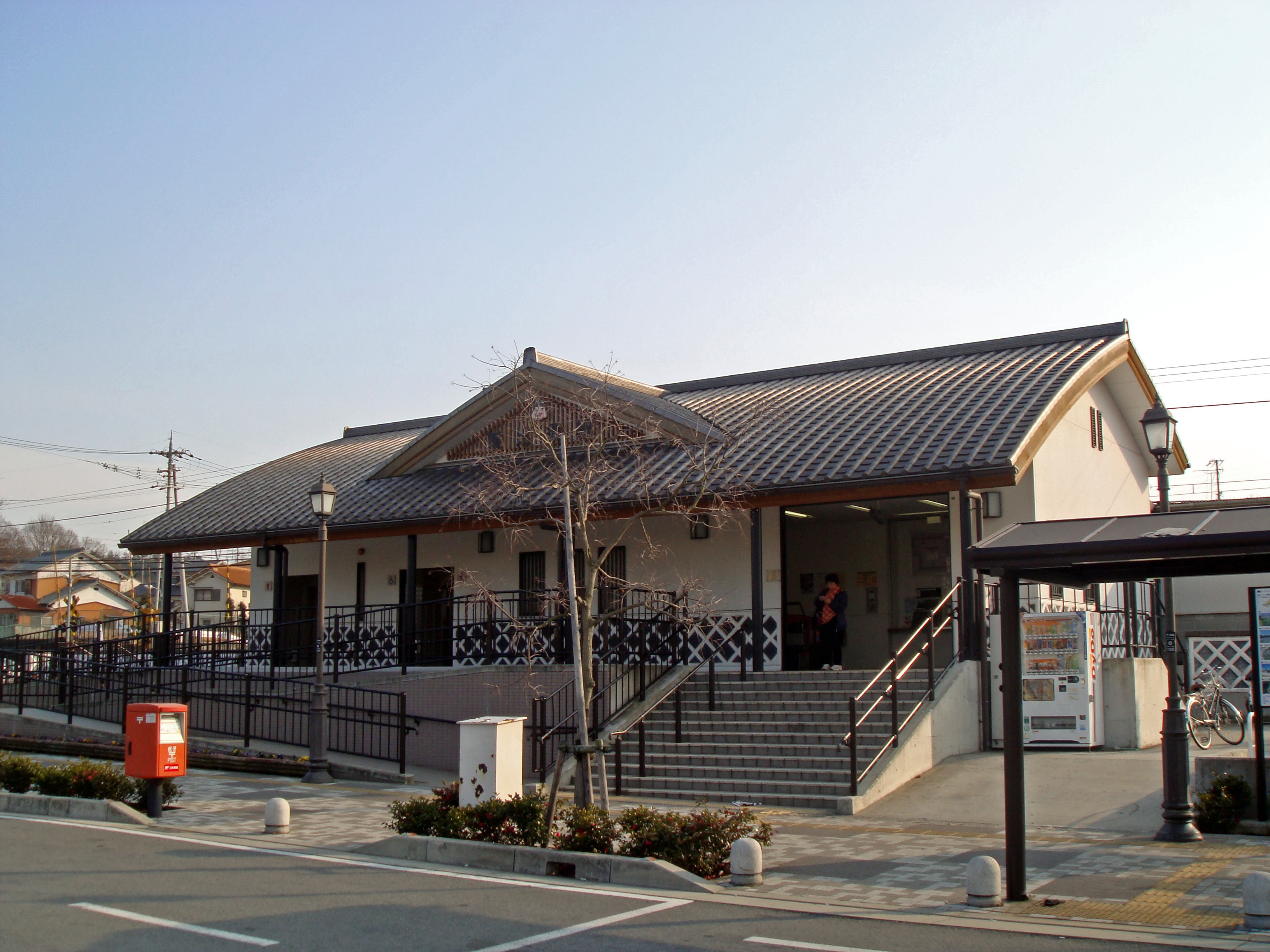
恵比須駅

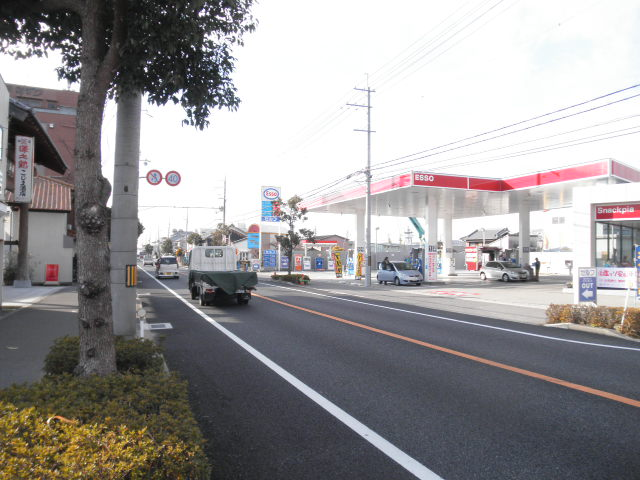
兵庫県道38号三木三田線
大塚二丁目で撮影

### 鉄道
- 神戸電鉄粟生線
  - 恵比須駅[1]

この駅前の整備によって三木地区の東側の玄関口となっている。

### バス
- 神姫バス
  - 恵比須快速線
  - 西脇急行線
- みっきぃバス

### 道路
- 兵庫県道38号三木三田線
  - 志染バイパス
  - 結婚橋 - 大塚一丁目にある兵庫県道38号三木三田線の真上にある歩道橋であり、1922年に開通した時に高台が切通しになった時に極楽寺から南側にあるため池に陸に水道が通せなくなるのでこの橋を設置した。開通当初は立体交差の歩道橋は珍しかった。由来は両側の民家に住んでいた恋人同士が橋を通って逢引をしたために名付けられた。[24]

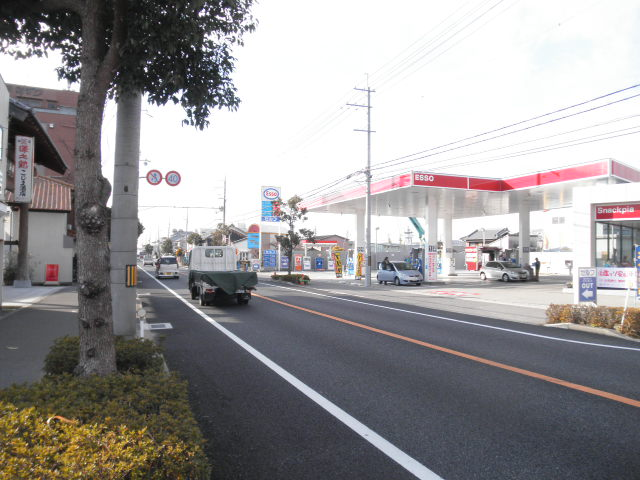
兵庫県道38号三木三田線 大塚二丁目で撮影
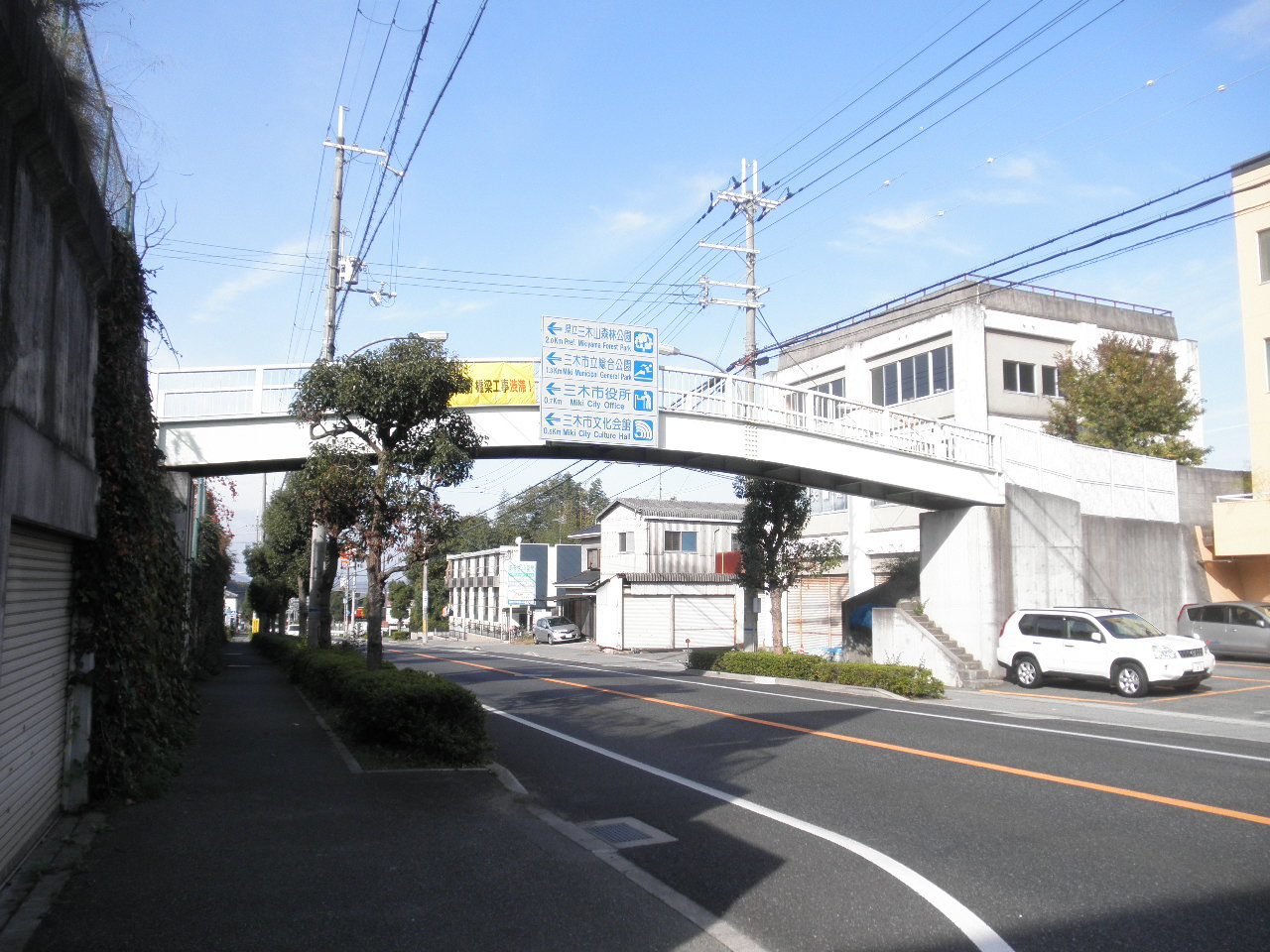
結婚橋

## 人物
- 横谷輝[25] - 作家・評論家